# Marcus Mepstead
Marcus Mepstead (Londra, 11 maggio 1990) è uno schermidore britannico, specializzato nel fioretto.

## Biografia
Ha conquistato una medaglia di bronzo nei campionati europei di scherma di Lipsia del 2010 nella gara di fioretto a squadre.

## Palmarès
- Mondiali

Budapest 2019: argento nel fioretto individuale.
- Europei

Lipsia 2010: bronzo nel fioretto a squadre.
Zagabria 2013: bronzo nel fioretto a squadre.
Toruń 2016: bronzo nel fioretto a squadre.